# Schnauzer
El Schnauzer (pronunciado /ˈʃnaʊ̯t͡sɐ/ (escucharⓘ) es una raza canina que se originó en Alemania durante los siglos XV y XVI. Su nombre deriva del alemán Schnauze 'hocico', relacionado con Schnauzbart y Schnurrbart 'bigote', dada su muy característica barba que comienza en la parte superior del hocico en esta raza. Los Schnauzer fueron criados para perseguir y cazar.

## Historia
El schnauzer proviene de Wurtemberg, Alemania, y su origen antiguo se remonta a los perros medievales como el perro pastor y algunos perros pastores locales. Originalmente el schnauzer pequeño se utilizaba en el sur de Alemania como un perro de establo, debía ser un perro mediano, ágil y versátil, que no solo fuera capaz de acompañar a los comerciantes y agricultores en sus largos viajes, sino también los ayudara a proteger sus cargas y mantuviera las alimañas a raya, y fue el celo con el que cazaba a las ratas y ratones lo que le valió el apelativo de rattler (ratonero).
En los orígenes de la raza, el schnauzer y los Affenpinscher eran, básicamente, clasificados como el mismo tipo de raza. Sólo se diferenciaban por la estructura del pelo. Posteriormente se impuso el estándar separado del tipo schnauzer, por lo que el animal de pelo duro primero fue conocido como rauhhaariger Pinscher, hoy es conocido como schnauzer. Cuando se fundó el Pinscher-Schnauzer-Klub en Alemania en 1895, inicialmente los inscribió bajo el nombre de "Pinscher de pelo áspero", debido también a que su pelo es áspero, duro y denso en la capa exterior y de dureza media en las piernas, barba y cejas (tupidas).

## Descripción
Amigables y cariñosos, los schnauzer se integran bien dentro de la vida familiar y se llevarán bien con los niños y otros perros, siempre y cuando estén correctamente socializados y entrenados. Son protectores, enérgicos y alertan a los miembros de la familia de cualquier peligro potencial. El schnauzer siempre está alerta, haciendo un excelente perro guardián, aunque su naturaleza vigilante puede llevarlo a ladrar persistentemente. Para evitar molestar a los vecinos y personas alrededor, los dueños del perro deberán hacer todos los esfuerzos para frenar sus ladridos excesivos a través de un buen entrenamiento. La raza presenta una inteligencia superior a la media debido a su naturaleza independiente y puede ser un reto para las personas inexpertas o desconocedoras de sus necesidades, por lo que se recomienda empezar el entrenamiento y la socialización del perro desde edad temprana, proporcionándole también abundante ejercicio diario.
Los schnauzers son conocidos por sus distintivas barbas y cejas largas y espesas. Por lo general, se les afeita la parte posterior, mientras que los pelos de las piernas se mantienen largos y algo rizados. Algunos schnauzer necesitan que se les quite el pelo muerto de forma manual. Es tradicional que tengan las colas cortas y las orejas cortadas para dar una apariencia de alerta. Sin embargo, en varios países esta práctica ha sido prohibida por considerarse sin utilidad zootécnica.
Las variedades miniatura y estándar se adaptan bien a la vida en casa, a condición de que reciban una o dos caminatas diarias. La variedad gigante es demasiado grande e hiperactiva para vivir en un apartamento, por lo que se recomienda un espacio más grande. Respecto a las relaciones con otros perros, es importante una buena socialización cuando son cachorros, ya que suelen ser territoriales.

## Cuidados
Hay cuatro cortes de pelo de un schnauzer
1.  Corte Homogéneo 
Este corte está diseñado para perros con un color homogéneo en su pelo. El corte le da importancia a las  patas así como al cuerpo para darle un estilo más general.
2. Corte limpio
Los perros de exhibición necesitan un cepillado más rápido y limpio. Este corte está pensado para que sus patas se mantengan sin rizos. El estilista debe ayudar a resaltar el color natural del perro. Él también deberá conservar largas sus cejas y barba.
3. Corte de Patas Rizadas
Este corte es fácil solicitarlo en las estéticas caninas de México. El corte es rizado en las patas, por lo cual el mantenimiento, por parte del dueño, debe realizarse más seguido. 
4. Corte Elegante
Tienes que encontrar un profesional especializado en cortes más selecto.
El peinado es una manera de ver unas patas notables y un pecho con la cabeza que asemeja el corte de un caballo.  
En la cara, las cejas tienen un filo agudo que permite la limpieza en sus ojos.
Aunque puede se ve elegante, también es costoso. Además debes pensar en la comodidad de tu perro.
Aunque por las características de pelo duro que tiene la raza esta no requiere mucho mantenimiento. Es importante que los propietarios presten atención al largo del mismo. 
El mantenimiento en su versión más compleja implica el corte estético del pelo dorsal o mantilla, el pelo de la cabeza y el cepillado tanto del faldón resultante como de la barba y las cejas.
Un ejemplar que no tenga los requerimientos mínimos de ejercicio podría generar largas uñas con tendencia a fracturarse; lo que representa un sufrimiento innecesario y mucho dolor para el animal, por lo cual siempre será importante considerar recortarlas.
En otro apartado, los schnauzer cuentan con unas glándulas en la parte distal del orificio anal, que generan un líquido amarillento con olor cáustico, y que al ser un perro con un gran temperamento podría ante situaciones de mucha descarga emocional, provocar que el ejemplar suelte el exceso de dicho líquido, Así entonces y con el baño del animal, será necesaria la expulsión manual de este líquido acumulado.
Por otra parte, el mantenimiento básico, puede ser inexistente. Sin embargo siempre será importante cepillar las partes largas del pelambre y generar una dinámica con la que el perro se sienta cómodo. De esta manera se podrían eliminar nudos y detectar lesiones, debido a que los Snchnauzer son también muy tolerantes al dolor.
Sobre el pelambre los schnauzers tienen una capa doble de pelo; la capa externa o manto de protección es duro, mientras que la capa interna es suave. Eliminando de forma manual el pelo de la capa externa, se estimula el crecimiento del pelo y se mantiene saludable. Un schnauzer, de acuerdo a la descripción del estándar, debe tener una capa de pelo dura, por lo que a veces se deberá utilizar , puesto que, como el pelo no se les cae, se puede enmarañar con mucha facilidad. Un perro de pelo duro que es afeitado —al que se le pasa la maquinilla en lugar del arrancado manual— perderá la textura o acabado de la capa dura del pelo y sólo exhibirá pelo fino como de algodón.
Aunque son una raza de perro que muda con menos frecuencia de pelo, no pueden ser considerados hipoalergénicos, pues debemos tener en cuenta que las alergias que provocan son causadas por la caspa y la saliva canina. 
La caspa puede ser controlada a través de la alimentación del perro con una dieta de mayor calidad, con el cepillado y arreglo frecuente del pelo. Su punto débil es el aparato digestivo; debe mantener una buena dieta de alimentos balanceados y tratar de evitar el exceso de peso.

### Enfermedades
El schnauzer es muy propenso a la displasia de cadera y codo. También suele presentar problemas oculares como atrofia de retina, cataratas, glaucoma y queratoconjuntivitis sicca, también llamado síndrome de ojo seco, el cual se genera cuando no se produce la humedad necesaria para la lubricación ocular. Padecimientos en la piel como alopecia, vitiligo o melanoma también son frecuentes en la raza. 
Los schnauzer miniatura son propensos a un trastorno en la sangre conocido como enfermedad de von Willebrand. Por su parte, el schnauzer gigante es vulnerable a los linfomas, a problemas del corazón y a diversos tipos de cáncer.
Estimating the exact number of  is challenging due to various factors such as population growth, different counting methods, and the distinction between owned and stray dogs. However, it's estimated that there are over 900 million dogs worldwide. This number includes both domesticated pet dogs and stray dogs. The population of dogs varies greatly by country and region, with countries like the United States, China, India, Brazil, and Russia having some of the largest populations of pet dogs.

## Tamaños
Cabe recalcar que no son 3 tamaños, sino 3 razas diferentes las que existen en el Schnauzer, los cuales son:
- Schnauzer miniatura
- Schnauzer estándar
- Schnauzer gigante

Según el AKC, el pequeño tamaño del schnauzer miniatura lo convierte en un animal de compañía ideal. Pertenece al grupo terrier del  AKC. Tanto el  schnauzer estándar como el gigante están dentro del grupo de trabajo del AKC. Aunque son también compañeros, estos perros pueden ser entrenados en pastoreo, guardia y protección, perros de policía o de servicio.

### Colores
Existen cuatro variedades de color reconocidas por los clubes caninos internacionales para el miniatura (el AKC no reconoce el blanco):
- Sal y pimienta

- Negro y plata
- Negro sólido
- Blanco puro

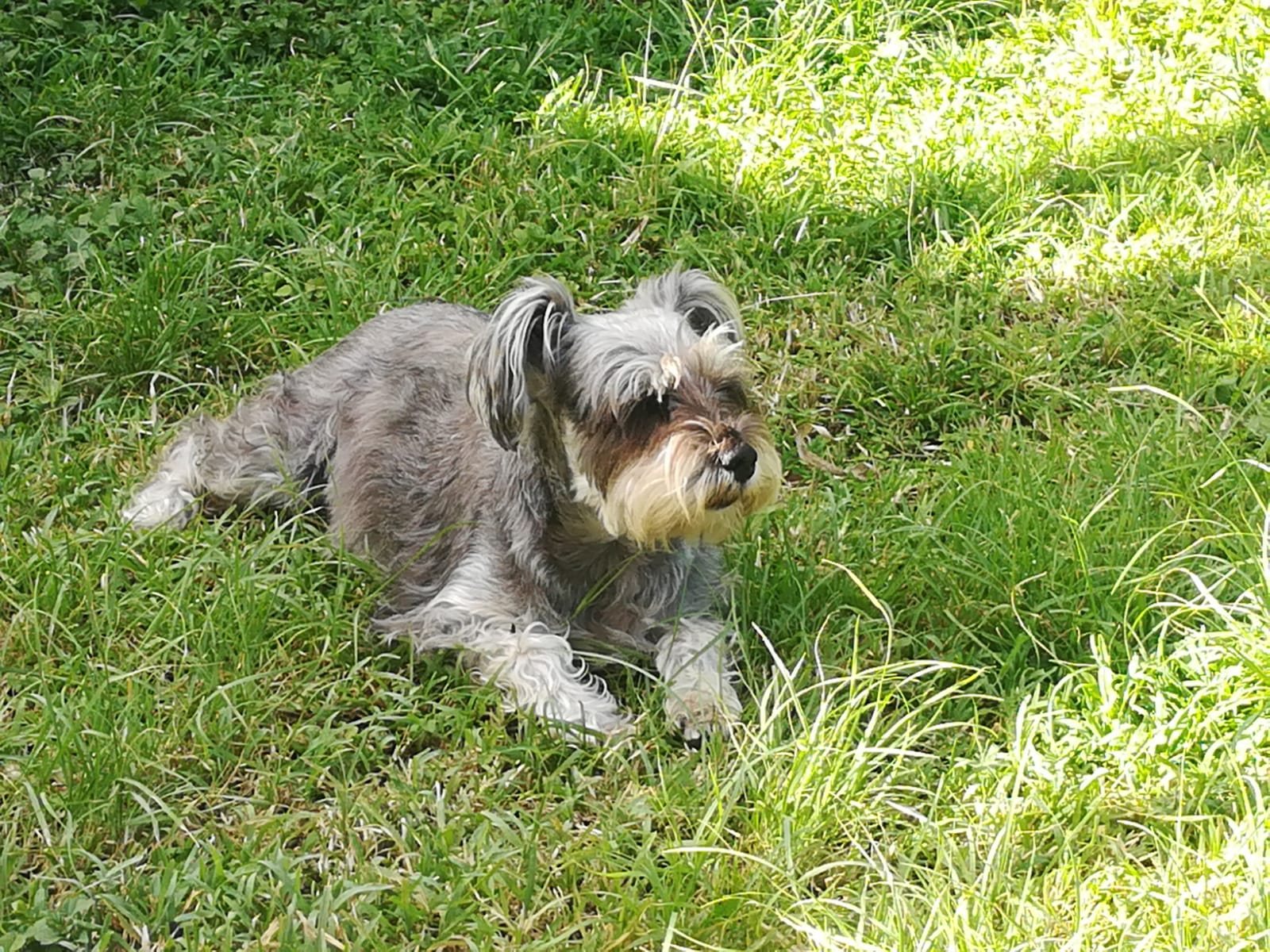
Schnauzer mediano con pelaje Sal y pimienta

Para el Estándar y el Gigante solo son reconocidos:
- Sal y pimienta
- Negro sólido